# Oxysarcodexia parva
Oxysarcodexia parva är en tvåvingeart som beskrevs av Guilherme A.M.Lopes 1946. Oxysarcodexia parva ingår i släktet Oxysarcodexia och familjen köttflugor. Inga underarter finns listade i Catalogue of Life.